# Мухаммед-шах (султан Бенгалії)
Мухаммед-шах (д/н—1413) — султан Бенгалії у 1412—1413 роках.

## Життєпис
Походив з династії Ільяс-шахів. Син Гамза-шаха. Відомостей про нього обмаль. Наприкінці 1412 року батька було повалено й вбито. Фактична влада зосередилася в мамлюка Шихаба і заміндара Раджи Ганеши. Десь на початку 1413 року Мухаммед-шаза було повалено, а влада перейшла до Шихаба.